# A Thousand Suns
Az A Thousand Suns a Linkin Park negyedik stúdióalbuma, 2010. szeptember 14-én adták ki.

## Számlista
| #   | Cím                                                           | Hossz |
| --- | ------------------------------------------------------------- | ----- |
| 1.  | The Requiem                                                   | 2:01  |
| 2.  | The Radiance (J. Robert Oppenheimer idézetével)               | 0:57  |
| 3.  | Burning in the Skies                                          | 4:13  |
| 4.  | Empty Spaces                                                  | 0:18  |
| 5.  | When They Come for Me                                         | 4:55  |
| 6.  | Robot Boy                                                     | 4:29  |
| 7.  | Jornada del Muerto                                            | 1:34  |
| 8.  | Waiting for the End                                           | 3:51  |
| 9.  | Blackout                                                      | 4:39  |
| 10. | Wretches and Kings (Mario Savio idézetével)                   | 4:15  |
| 11. | Wisdom, Justice, and Love (Martin Luther King Jr. idézetével) | 1:38  |
| 12. | Iridescent                                                    | 4:56  |
| 13. | Fallout                                                       | 1:23  |
| 14. | The Catalyst                                                  | 5:39  |
| 15. | The Messenger                                                 | 3:01  |